# Henri Dutilleux
Henri Dutilleux (Angers, 1916. január 22. – Párizs, 2013. május 22.) francia zeneszerző.

## Élete
Louviers-ben született. Tanulmányait a párizsi Conservatoire-ban végezte, majd éveken át a francia rádióhálózat zenei szakértőjeként dolgozott. Szimfóniákat, balettzenéket, kamara- és zongoraműveket komponált.